# Armenische Literatur

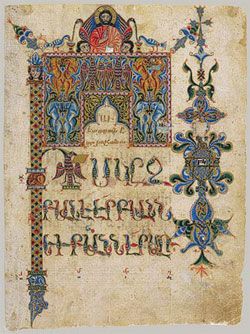
Armenische Bibel

Armenische Literatur ist christlich-orientalische Literatur, die – wie ihre Sprache – nie ausstarb, und somit ein nationales wie historisches Bindeglied von hoher Identifikationskraft bildete. Sie ist die geistliche wie weltliche Nationalliteratur des armenischen Volkes. Ihre Anfänge reichen in das Jahr 405 n. Chr. zurück, das mit der Erfindung des armenischen Alphabets verbunden wird. Traditionelle armenische Literatur ist nationale Literatur, entstanden aus der Heimatverbundenheit der Armenier, die Dichtungen zum Ruhm ihres Landes in der Geschichte und in den Chroniken schufen. Ferner bilden Übersetzungen einen wichtigen Teil der klassischen armenischen Literatur.

## Geschichte
Die Armenier besaßen nach der Legende in ihrer vorchristlichen Epoche eine Tempelliteratur, die im Zuge der Christianisierung im 4. und 5. Jahrhundert durch den christlichen Klerus so gründlich vernichtet wurde, dass kaum zwanzig Zeilen davon in der Historie des Moses von Choren (9. Jahrhundert) erhalten blieben.

### Die altarmenische Literatur
Die Anfänge der armenischen christlichen Literatur (Goldenes Zeitalter der armenischen Literatur 407–451) beginnen etwa im Jahr 405 mit der Erfindung des armenischen Alphabets durch Mesrop Maschtoz. Es handelt sich dabei wohl um ein älteres Alphabet, dem Mesrop Vokale hinzufügte; eine Legende führte sie allerdings auf eine direkte göttliche Inspiration zurück. Mit dem vervollkommneten Alphabet schuf Isaak, Katholikos von Armenien, eine Übersetzerschule, deren Schüler nach Edessa, Athen, Konstantinopel, Alexandria, Antiochia am Orontes, Caesarea, Kappadokien und anderswohin entsandt wurden, um syrische und griechische Handschriften zu erwerben und sie zu übersetzen. Syrischen Ursprungs war die erste Version des neuen Testaments, Eusebs Kirchengeschichte und Konstantinbiografie, die Homilien des Aphraates, die Geschichte von Gurias und Samuna, die Werke Ephräm des Syrers (teilweise veröffentlicht in vier Bänden durch die Mechitaristen von Venedig) oder das Werk des (Pseudo-)Faustus von Byzanz (Buzandaran Patmut’iwnk). Anfang des fünften Jahrhunderts entstanden auch einige der apokryphen Werke, wie die Abhandlungen des Hl. Gregor, die Agathangelos zugeschriebene „Geschichte der Armenier“ wie auch Werke anderer bekannter Persönlichkeiten. Weiter entstanden in dieser Frühperiode der armenischen Literatur zahlreiche Originalwerke. Eznik von Kolb verfasste eine „Widerlegung der Sekten“ und Koryun die „Lebensgeschichte des Heiligen Mesrop und die Anfänge der armenischen Literatur“; beide waren Schüler Mesrops.

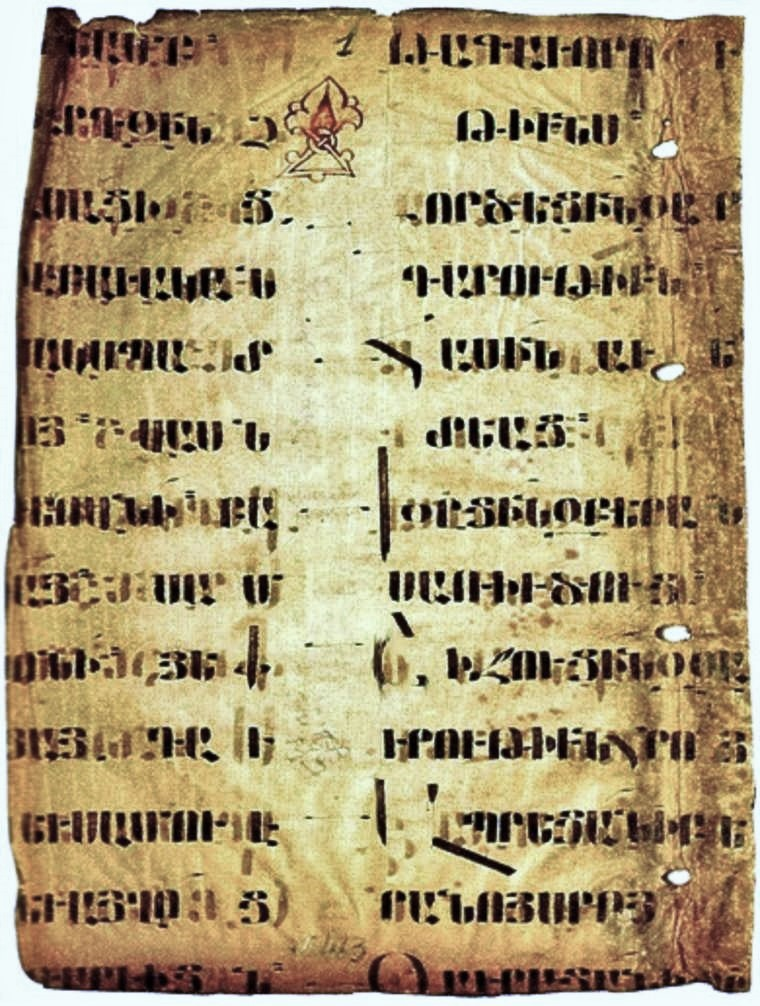
Armenische Handschrift

Im silbernen Zeitalter (nach 451) beeinflusste die Volkssprache die Literatur. Ghasar von Parp schuf historische Werke; neben den Übersetzungen der Kirchenväter entstand die des Alexanderromans. Der hellenistische Einfluss machte sich in Bestrebungen bemerkbar, die armenische Sprache den Regeln des griechischen Grammatikers Dionysios Thrax zu unterwerfen. Zahlreiche Übersetzungen griechischer Philosophen fanden in diesem Zuge Eingang in armenische Bibliotheken. Im Wesentlichen hielten jedoch die Armenisch schreibenden Autoren zu ihrer Sprache:
- Theologen wie Wrtanes Kerdol (550–617), Katholikos Johannes von Odzun (650–729), Chosworik Targmanitsch (8. Jh.).
- Historiker wie Eghische Wardapet; Sebeos (7. Jh.), Ghewond (8. Jh.), Johannes Katholikos der Historiker (850–931), Towma Arzruni; Uchtanes (10. Jh.).
- Wissenschaftliche Literatur verfassten unter anderem Anania Schirakatsi (610–685), Johannes von Odzun, gen. „der Philosoph“ (8. Jh.).

Die altarmenische Literatur lebte weiter bis in das mittelalterliche kleinarmenisch-kilikische Reich.

### Die mittelarmenische Literatur
Eine „Streitschrift wider die Paulikianer“ (eine häretische Bewegung) sowie eine „Synodalschrift“ und eine Sammlung der Konzilsbeschlüsse und der Schriften der Kirchenväter bis zur Gegenwart entstanden als Hauptwerke in dieser Epoche. Etwa um dieselbe Zeit erschienen Übersetzungen der Werke mehrerer Kirchenväter, besonders des Gregor von Nyssa und des Kyrill von Alexandria aus der Feder des Bischofs Stephanos von Siunien.
Seit dem 10. Jahrhundert entwickelte sich die armenische Literatur unter den stabilen Bedingungen der wieder errungenen Unabhängigkeit und eines florierenden Handelsaustauschs mit den Nachbarländern. Die bekannte „Geschichte Armeniens“ von Katholikos Johann VI. umfasste die Periode vom Ursprung der Nation bis zum Jahr 925. Sein Zeitgenosse Anania von Mok, ein Abt und der angesehenste Theologe seiner Zeit, schuf eine Abhandlung gegen die Tondrakianer, eine manichäische Sekte. Chosrau, Bischof von Andzevatsentz, wird wegen seiner interessanten Kommentare zum Brevier und den Messgebeten geschätzt. Gregor von Narek, sein Sohn, gilt als armenische Pindar, aus dessen Feder das „Buch der Elegien“ (1002) mit 10.000 stammt. Stephen Asoghtks „Universalgeschichte“ reichte bis in das Jahr 1004, und Gregor Magistros’ langes Gedicht zum Alten und Neuen Testaments fand vielfache Anwendung.
Diese Blüte, die auch die wissenschaftliche Literatur sowie sozialkritische Strömungen umfasste, gipfelte in der armenischen „Renaissance“ des 12. Jahrhunderts. Katholikos Nerses IV., der Gnädige, ist der bedeutendste Autor am Anfang dieser Periode. Außer seinen poetischen Werken wie der „Elegie auf die Eroberung von Edessa“ gibt es Prosawerke einschließlich eines „Hirtenbriefes“, eine „Synodalschrift“ und seiner „Briefe“. Aus dieser Zeit stammen auch ein Lukas-Kommentar und ein Kommentar der Katholischen Briefe. Bemerkenswert ist auch die Synodalrede des Nerses von Lambron, Erzbischof von Tarsus, anlässlich des Konzils von Hromkla 1179. Im 13. Jahrhundert wurde Vartan der Große geboren, ein großer Dichter, Exeget und Theologe und für seine umfangreiche „Universalgeschichte“ bekannt. Gregor von Datev schuf im folgenden Jahrhundert sein „Frage Buch“, eine scharfe Polemik gegen die Katholiken.

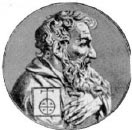
Haghob Megapart, erster armenischer Verleger in Venedig

Durch den von Timur und die nachfolgenden Eroberungszüge der Tataren, Perser und Türken bewirkten Untergang des kleinarmenisch-kilikischen Reiches begann im vierzehnten Jahrhundert eine wenig produktive Phase, die bis in das 18. Jahrhundert fortdauerte. Im sechzehnten Jahrhundert stand Armenien unter persischer Vorherrschaft, die ein literarisches Leben im Land erstickte – die große Ausnahme ist Nahapet Kutschak, dessen Hairen genannte Strophen (er dichtete insgesamt 101) einen Höhepunkt der armenischen Literatur darstellen. Sowohl aserbaidschanischer als auch in armenischer Sprache wurde die Troubadourdichtung von Sayat Nova aus dem 18. Jahrhundert überliefert.

### Die Entstehung einer armenischen Literatur in der Diaspora
In der aus der Fremdherrschaft resultierenden Zerstreuung der Armenier in alle Teile Europas lässt sich jedoch auch ein positiver Effekt sehen. So gründeten die Armenier Druckereien in Venedig und Rom und im folgenden 17. Jahrhundert ebenso in Lemberg, Mailand, Paris, später auch in Madras, Triest, Leipzig (1680), Sankt Petersburg, Kalkutta, Wien und Moskau. Alte Werke wurden neu aufgelegt und neue weiter geführt. Die von Mechitar von Sebaste (1676–1749) gegründete gelehrte Bruderschaft der Mechitaristen von Venedig waren Träger dieser Bewegung, die die armenische Sprache durch Herausgabe von Wörterbüchern und Grammatiken am Leben erhielt. Ihre Schriften waren groß an Zahl, jedoch häufig gering an Zuverlässigkeit. Ihre Mitbrüder, die Wiener Mechitaristen, zählten ebenfalls zu den Aktivisten dieses Berufszweiges; zu ihrer Gesellschaft, gehörten Balgy und Catergian, zwei bekannte Autoren zur Armenienthematik. In der ersten Hälfte des 19. Jahrhunderts begründeten die Absolventen der Mechitaristen in Venedig die klassizistische Schule der armenischen Dichtung. Der Anschluss Ostarmeniens an Russland führte zu neuen Entwicklungsimpulsen, die durch das Lazarewski-Institut für orientalische Sprachen in Moskau gefördert wurden. Dort lehrte Harutiun Alamdarian, der Begründer der armenischen Romantik. In Konstantinopel und Etschmiadsin gab es weitere Zentren armenischen literarischen Wirkens; letztgenannter Ort (Sitz des „Katholikos Aller Armenier“) ist von besonderer Bedeutung, da man dort im 20. Jahrhundert wissenschaftliche Methoden aus Deutschland etablierte.

### Neuarmenisch
Im 19. Jahrhundert fand vor allem durch die Arbeit des aufklärerischen Romantikers Chatschatur Abowjan, der bei Friedrich Parrot in Dorpat studiert, das Neuarmenische Eingang in die armenische Literatur. Es bot eine Grundlage sowohl für die literaturgeschichtliche Erforschung der Folklore als auch für die Entwicklung neuer Genres in der belletristischen Literatur. Abowjans programmatischer Roman „Die Wunde Armeniens“ verkörperte dieses Programm. Auch der romantisch-patriotische Lyriker Mikael Nalbandian arbeitete an der Schaffung einer armenischen literarischen Identität. Nalbandians Gedicht „Lied eines italienischen Mädchens“ diente als Inspiration für die armenische Nationalhymne Mer Hajrenik.
In der Folgezeit entwickelte sich auf Basis des neuostarmenischen Dialekts eine seit den 1870er Jahren eine realistische Prosa mit engen Bezügen zur russischen und deutschen Literatur, während der neuwestarmenische Dialekt, der in der Türkei und in der Diaspora verbreitet war, Beziehungen zur französischen und amerikanischen Literatur aufweist (siehe auch Rechtschreibreform der armenischen Sprache 1922–1924).
Gazaros Agaian (1840–1911) widmete sich in seinen Romanen der Analyse des armenischen Dorflebens. Der in Teheran geborene ostarmenische Romanautor Raffi (Hakob Melik Hakobian, 1835–1888) wurde durch das dreibändige Epos Kaycer („Funken“) bekannt. Die Grundlagen des armenischen Theaters legte im Anschluss an die Erfahrungen Gogols der Ostarmenier Gabriel Sundukian (1825–1912). Mit der sozialkritischen Komödie Pepo (1871) markierte er einen ersten Höhepunkt des armenischen Theaters. Die zunehmenden sozialen Widersprüche des Dorflebens stellte der Westarmenier Hakop Paronian (1843–1891) in Komödien und bissiger Prosa dar.
In beiden Teilen Armenien spitzten sich in den 1880er und 1890er Jahren die sozialen Konflikte zu; hinzu kamen die ersten Pogrome 1894–1896 unter Sultan Abdülhamid II. Dies führte zur weiteren Verbreitung eines sozialkritischen Realismus in der Lyrik, vor allem aber in der Prosa: Der Westarmenier Tigran Kamsarakan (1866–1941) erzielt 1888 in der Diaspora in Konstantinopel einen großen Erfolg mit dem Roman Die Tochter des Lehrers, die Geschichte einer Mesalliance, die immer wieder neu aufgelegt wurde. Der im heutigen Aserbaidschan geborene Ostarmenier Alexander Schirwanzade (1858–1935) verfasste mehrere gesellschaftskritische Romane und sozialpsychologische Erzählungen.
Zu Beginn des 20. Jahrhunderts gab es einen Aufschwung auch in der Lyrik, der in Ostarmenien teils auf die nationalliterarische Tradition zurückging. Howhannes Tumanjan (1869–1923) nahm auch Anregungen Puschkins, Lermontows, Byrons und Goethes aufnahm und behandelte in seinen realistischen Poemen das harte Leben der Bauern in der Provinz Lori. Diese Strömung mündete in eine proletarisch-sozialistische Richtung, die durch Wahan Terian (1885–1920), Hakop Hakopjan (1866–1937) und andere vertreten wurde. Die westarmenischen Dichter – meist unter dem Einfluss einer Ausbildung in Westeuropa – nahmen Anleihen beim Symbolismus; viele von ihnen wie Siamanto, Daniel Waruschan und Krikor Zohrab fielen dem Völkermord an den Armeniern zum Opfer.

### Sowjetarmenische Literatur
Nicht zuletzt deshalb begrüßten viele Dichter die Oktoberrevolution als Weg zur Rettung ihres Volkes. Dazu gehörte Jeghische Tscharenz (Čarenc, 1897–1937), der mitreißende Poeme im Stil Majakowskis („Die rasenden Massen“, 1919), aber auch gesellschaftssatorische Romane („Das Land Nairi“, 1922–1926) schrieb und selbst dem stalinistischen Terror zum Opfer fiel. Mkrtich Armen verfasste in den 1920er und 1930er Jahren zahlreiche Erzählungen und Romane. Er schilderte den Aberglauben und die starren sozialen Regeln des Dorflebens, die Liebesbeziehungen erschwerten oder zerstörten (Helnar albyur, 1935, französisch La Fontaine d’Héghnar, 1993). Nach einer Zeit der Verbannung nach Sibirien begann er in den 1950er Jahren erneut zu schreiben. (1906–1972) Stepan Zorian (1889–1967) und Derenik Demirchian (1877–1956) verfassten während des Zweiten Weltkriegs historische Romane von besonderem Rang.

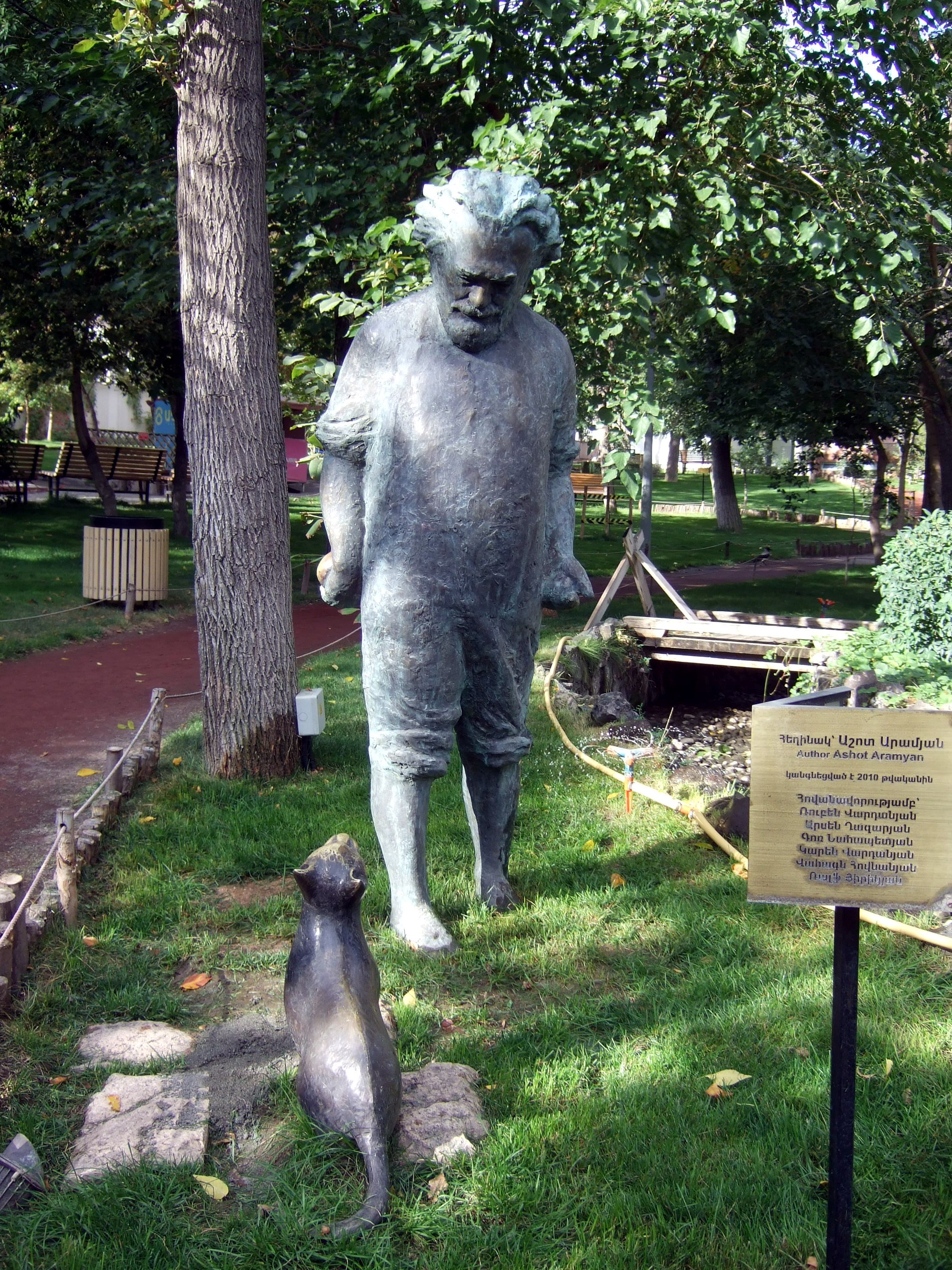
Statue Gevorg Emins im Park der Liebenden in Jerevan

Rafayel Aramjan (1921–1978) stellte das tägliche Leben nach dem Krieg dar. Die Abenteuererzählungen von Wachtang Ananjan (1905–1980) wurden von Jugendlichen in der DDR gern gelesen („Gefangene der Pantherschlucht“, 1968). Ruslan Sagabaljan (* 1951) verschlüsselte ethisch-moralische Probleme in seinen Science-fiction-Romanen. Das Werk des Erzählers Hrant Matevosjan (1935–2002) wurde in über 40 Sprachen übersetzt. Er war auch als Drehbuchautor und Regisseur tätig und erhielt 1984 den Staatspreis der UdSSR für Literatur. Unter den Autorinnen der 1950er bis 1970er Jahre sind vor allem die Lyrikerinnen Silwa Kaputikjan (1919–2006) und Maro Makarian (1916– ) zu nennen. Der als Elektroingenieur ausgebildete Gevorg Emin (1918–1998) war ein vom französischen Symbolismus beeinflusster prominenter Lyriker und Übersetzer, der die Lyrik von den Restriktionen der Stalinzeit befreite. Sein Werk regte auch andere armenische Autoren zum Experimentieren an.

### Die Zeit seit der erneuten Unabhängigkeit
David Mouradian (* 1951) ist kosmopolitischer Schriftsteller, Dramaturg und Drehbuchautor. Er setzte sich (zeitweise auch als stellvertretender armenischer Kulturminister) für die Entwicklung des armenischen Films ein. Die 1962 in Teheran geborene Lyrikerin Violette Krikorian kam 1975 nach Armenien und begann in den 1990er Jahren zu schreiben. Ihre Arbeiten wurden ins Französische übersetzt. Armen Melikian kehrte 2002 aus den USA zurück und begann in ostarmenischer Sprache zu schreiben, doch rechnet sein 2010 in den USA erschienenes Buch Journey to Virginland in satirischer Form mit fundamentalen Krisenerscheinungen der armenischen Gesellschaft – mit der Dominanz der Religion, den traditionellen Geschlechterbeziehungen und einer allgegenwärtigen Korruption – ab und stellt damit ihre nationale Identität in Frage.

## Neuere Autoren der armenischen Diaspora
Viele armenische Autoren in der Diaspora halten die Traditionen aufrecht, schreiben aber in englischer oder in anderen Sprachen. Der bekannteste unter ihnen war sicherlich William Saroyan, der sein Schicksal als Einwanderersohn in den USA beschrieb. Auch im Libanon und in Frankreich wirken armenische Autoren. Seit 1986 in Deutschland lebt die 1956 geborene Autorin Agapi Mkrtchian. Den Völkermord an den Armeniern thematisieren in neuerer Zeit Peter Balakian (Sad Days of Light, Black Dog of Fate, deutsch „Die Hunde vom Ararat“, 2009, The Burning Tigris), Margaret Ajemian Ahnert (The Knock at the Door, 2007), Chris Bohjalian (The Sandcastle Girls, 2012) und der rumänische Politiker und Schriftsteller Varujan Vosganian (* 1958).